# الکس کالدرونی
الکس کالدرونی (انگلیسی: Alex Calderoni؛ زادهٔ ۳۱ مهٔ ۱۹۷۶) بازیکن فوتبال اهل ایتالیا است.
از باشگاه‌هایی که در آن بازی کرده‌است می‌توان به باشگاه فوتبال تورینو، باشگاه فوتبال پادوا، باشگاه فوتبال مونتسا، باشگاه فوتبال تریستیانا، باشگاه فوتبال چزنا، باشگاه فوتبال آتالانتا، و باشگاه فوتبال یووه استابیا اشاره کرد.